# Cratere Hanka
Hanka  è un cratere sulla superficie di Venere.